# 小川竜生
小川竜生（おがわ たつお、昭和27年（1952年）1月11日 - 平成15年（2003年）12月21日）は、大阪生まれの作家、ラジオパーソナリティ。
2003年12月21日、急性心不全のため急死。
代表作に『やくざもの』、『黄金の魂』などがある。

## 著作リスト

### 窓際の狼シリーズ
- 利権空港 窓際の狼・舘脇一輝  (光文社 カッパ・ノベルス 1995年) ー1998年に『天敵 「窓際の狼」シリーズ』と改題、光文社文庫に収録
- 窓際の狼〈2〉  企業ユダを屠れ! (光文社 1995年) ー1999年に『不祥事 「窓際の狼」シリーズ』と改題、光文社文庫に収録
- 崩壊 「窓際の狼」シリーズ(光文社文庫 1999年)
- 誘惑 「窓際の狼」シリーズ(光文社文庫 2002年)
- 決裂 「窓際の狼」シリーズ(光文社文庫 2003年)

### 極道ソクラテスシリーズ
- 極道ソクラテス (光文社 1996年)
- くたばれ 極道ソクラテス2(光文社 1996年)
- さよなら、ソクラテス(光文社 1999年)

### 桜と龍シリーズ
- 桜と龍 (角川書店 1996年)
- 竜二 桜と竜 青春番外篇 (角川春樹事務所 1997年)

### 椎名達郎シリーズ
- 野望の荒野 (祥伝社 1996年)-2000年に『ハイエナの匂い 「椎名達郎」シリーズ』と改題、光文社文庫に収録
- 死闘 カリスマの魔刻 (祥伝社 1996年)-2001年に『死闘 「椎名達郎」シリーズ』と改題、光文社文庫に収録
- 沸点 汚された聖火 (祥伝社 1997年)-2003年に『沸点 「椎名達郎」シリーズ』と改題、光文社文庫に収録

### その他
- グッドタイムス・バッドタイムス イベント屋・龍神薫　(廣済堂出版 1993年)
- ニューヨークの嵐・カリブの太陽 (実業之日本社 1993年)
- ドッグ・オブ・ベイ(廣済堂出版 1994年)
- 落日(実業之日本社 1994年)
- 天使たちの夏(廣済堂出版 1995年)
- 過激宣伝部 (徳間書店 1995年)
- 冬の稲妻 (徳間書店 1996年)
- テロリストの海 (実業之日本社 1996年)
- 満月の夜 (徳間書店 1997年)
- 黄金の魂 (角川春樹事務所 1997年)
- 敗れざる者 (角川春樹事務所 1998年)
- 闇市場 (実業之日本社 1998年)
- リベンジ 復讐 (徳間書店 1998年)
- 聖・少年 (光文社 1999年)
- 巨鯨岬 (祥伝社 1999年)
- カラス (徳間書店 1999年)
- やくざもの (幻冬舎 2000年)
- 心優しき野獣 (実業之日本社 2000年)
- もう太陽は輝かない (廣済堂出版  2001年)
- 雨は激しく (実業之日本社 2001年)
- 愛人 剥がされた記憶(祥伝社 2002年)
- サクラチル (祥伝社 2003年)
- たそがれ不倫探偵物語 (祥伝社 2003年)